# Antonio Najarro

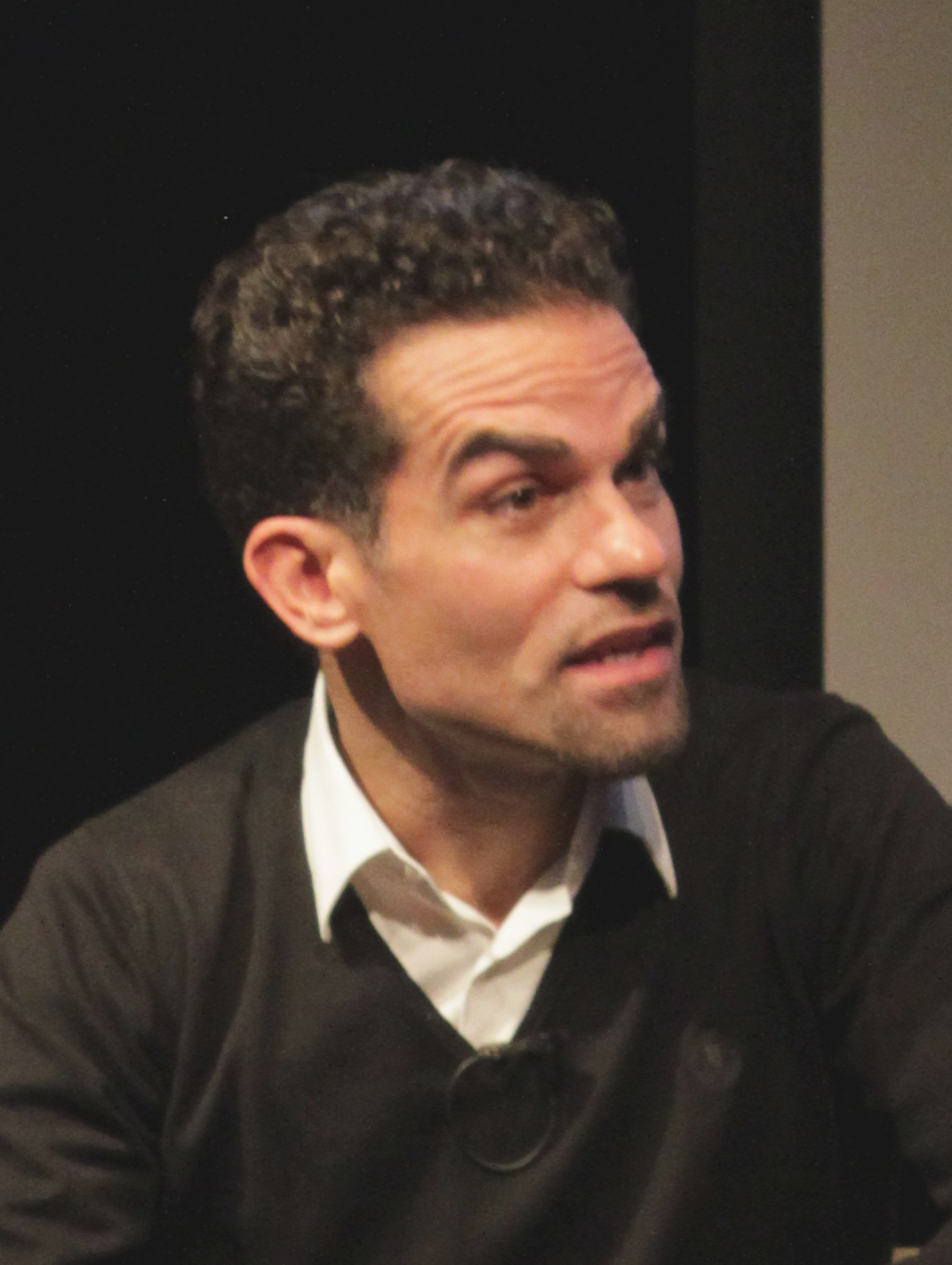
Antonio Najarro, 2015

Antonio Rodríguez Najarro (* 22. November 1975 in Madrid) ist ein spanischer Ballett- und Flamenco-Tänzer und Choreograf.

## Leben

### Kindheit
Antonios Najarross Eltern stammten aus Málaga. Seine Mutter war Damenschneiderin, sein Vater Inhaber eines Fotogeschäfts. Er galt als schüchternes Kind, bis ihm im Alter von sechs Jahren eine Cousine den Tanz nahelegte. Als er neun Jahre alt war, meldeten ihn seine Eltern bei der Tanzschule an.

### Ausbildung und frühe Karriere
Antonio Najarro studierte spanischen Tanz am königlichen Konservatorium in Madrid und schloss 1994 mit Ehrung ab. Studien bei namhaften Meisterinnen und Meistern komplettierten seine Ausbildung, unter ihnen Antonio Canales, José Granero, José Antonio Ruiz, Aída Gómez, Teresa Nieto und Ramón Oller. 1991, mit 15 Jahren, stand er das erste Mal auf der öffentlichen Bühne: Unter der Regie von Elvira Sanz tanzte er in der Show Aspavientos. Ein Jahr später trat er in Rafael Alguilars Ballet Teatro Español ein. Nach sehr kurzer Zeit hatte er dort die Rolle eines Solotänzers inne.
1993 wechselte er in die Kompanie von Mariemma, 1994 dann zu Alberto Lorca in das Ballet del Teatro Lírico de la Zarzuela, 1996 in das Ballett der Arena von Verona, im selben Jahr zur Kompanie von Antonio Márquez und 1997 zu den Ballets Españoles von José Antonio Ruiz. In diesen Jahren schuf er auch seine ersten Arbeiten als Choreograf:
- 1995 zum Certamen Coreográfico de Danza Española y Flamenco in Madrid präsentierte er einen Pas de deux mit dem Titel Suspiros del Moro. Er tanzte ihn zu Musik von Javier Paxariño mit Diana San Andrés und erreichte das Finale des Wettbewerbs mit ihr.
- Für das Eistanz-Paar Marina Anissina und Gwendal Peizerat schuf er eine Choreografie zu Musik aus Pedro Almodóvars Film Tacones lejanos.
- Für Loren Galler-Rabinowitz und David Mitchell schuf er ebenfalls eine Eistanz-Choreografie zu Musik von Astor Piazolla und Fernando Egozcue.
- 1996 zeigte er erneut gemeinsam mit Diana San Andrés eine von ihm entwickelte Choreografie zum Certamen Coreográfico: Für Movimientos reversos zu Musik von Javier Paxariño gewann er den zweiten Preis für Choreografie.

1997 trat er in das Ballet Nacional de España ein und wurde 1999 dort Solotänzer. Im selben Jahr konnte er sogar den ersten Preis beim Certamen Coreográfico gewinnen, wiederum mit einer Choreografie zu Musik von Javier Paxariño. Das Stück, Nereidas, wurde vom Ballet Nacional de España ins Repertoire aufgenommen und bei der Flamenco-Biennale von Sevilla 2000 aufgeführt. Im selben Jahr wurde er zum Ersten Tänzer beim Ballet Nacional befördert.

### Arbeiten 2001 bis 2011
2001 schuf er für das 60-jährige Jubiläums des Real Conservatorio de Danza in Madrid wiederum einen Pas de deux: Contigo en soledad zu Musik von Penguin Cafe Orchestra nach einem Gedicht von Pablo Neruda. Gemeinsam mit Pascal Gaona choreografierte er für Marina Anissina und Gwendal Peizerat das Stück Danse création. Mit dieser Choreografie gewann das Eistanzpaar die Goldmedaille bei den Europameisterschaften 2002 und die Goldmedaille bei den Olympischen Spielen in Salt Lake City. Mit Viejos aires zu Musik von Nuevo Tango, einer weiteren Arbeit für das Real Conservatorio de Danza, schloss Antonio Najarro sein choreografisches Schaffen des Jahres 2001 ab.
2002 hatte er einen Auftritt in Aída Gómez’ Ballettdrama Salomé. Für das Certamen Choreográfico choreografierte er Alma porteña zu Musik von Astor Piazolla und Fernando Egozcue und für die Compañía Ibérica de Danza Laberinto, capilla y plaza zu Musik von The Chieftains. Zum Jahresende 2002 gründete er gemeinsam mit Pascal Gaona das Ensemble Talent Danza. Seine Premiere hatte es in Bayonne mit Tango-Flamenco, ein Stück, in dem sich Flamenco, traditionelle spanische Musik und Tango Argentino trafen. Mit diesem Stück ging die Kompanie auf Tournee durch Spanien, nach Frankreich, die Schweiz, Belgien, die Türkei, Rumänien, Jordanien, Griechenland, Zypern, Kanada und USA.
2005 benannte sich die Kompanie Talent Danza um in Compañía Antonio Najarro. Mit Donaire zu Musik von Fernando Egozcue choreografierte Antonio Najarro erneut für das Real Conservatorio de Danza. Mit Flamencoriental, aufgeführt in Madrid, schuf er erneut eine kühne Synthese verschiedener Musik- und Tanzrichtungen: Flamenco und spanischer Tanz begegneten Musik und Tänzen aus dem Nahen Osten, einschließlich Derwischen.
2006 schuf er mit Granada y Córdoba erneut eine Choreografie zu Musik von Javier Paxariño. Erneut wandte er sich in diesem Jahr dem Eiskunstlauf zu. Für Stéphane Lambiel choreografierte er Poeta von Vicente Amigo, Dreams on Ice und Spectacular, spectacular.
2007 errang er beim ersten Certamen Nacional Coreográfico de Danza Clásica, Española y Contemporánea in Sevilla mit Arraigo den ersten Preis für die beste Choreografie. Mit Carne cruda schuf er eine weitere Choreografie für Stéphane Lambiel, und auch im Folgejahr 2008 mit Summertime. Bei der Gala zum Día Internacional de la Danza präsentierte er mit Ser und Jazzing zwei Choreografien zu Musik von Fernando Egozcue. Mit Jazzing flamenco präsentierte er im November 2008 in Madrid seine dritte abendfüllende Show. Das Stück war 2010 unter den Finalisten für den Premio Max de la Danza. 2010 choreografierte er für den US-amerikanischen Eiskunstläufer Jeremy Abbott und den Franzosen Brian Joubert.

### Leiter des Nationalballetts
2011 wurde er als Direktor zum Ballet Nacional de España berufen.
Die Tageszeitung El Mundo nannte Antonio Najarro in ihrer Liste Orgullo Gay 2016 einen der 50 einflussreichsten Homosexuellen Spaniens. Anfang 2018 leitete er bei der Stiftung Juan March eine Aufführung in kleiner Besetzung, mit fünf Tänzerinnen und Tänzern: La romería de los cornudos, die Wiederaufführung eines Konzertstücks von Gustavo Pittaluga, das ursprünglich La Argentinita 1933 choreografiert hatte. Zum internationalen Tag des Tanzes am 29. April 2019 wurde Antonio Najarro von der UNESCO zum Botschafter dieses Ereignisses bestimmt.
Auch in seiner Zeit als Direktor des Ballet Nacional blieb Antonio Najarro dem Eiskunstlauf verbunden. So choreografierte er:
- Für das Eistanzpaar Sara Hurtado und Adriá Díaz.[15]
- Für Javier Fernández. Dieser gewann mit Antonio Najarros Choreografie Malagueña die Weltmeisterschaft 2016 in Boston und die Europameisterschaft 2017.[16] Nach dem Rückzug von Javier Fernández aus dem Wettkampfsport choreografierte Antonio Najarro für ihn die Show Flamenco on Ice.[17]
- Für Sara Hurtado mit ihrem neuen Partner Kirill Khaliavin.[18]

Zum September 2019 übergab er das Amt als Direktor des Ballet Nacional an seinen Nachfolger Rubén Olmo.